# Tibellus fengi
Tibellus fengi là một loài nhện trong họ Philodromidae.
Loài này thuộc chi Tibellus. Tibellus fengi được miêu tả năm 1999 bởi Efimik.